# Cirkon (krstareća raketa)
3M22 Cirkon (rus. Циркон, NATO izvješće ime: SS-N-33) manevarska je protubrodska hipersonična krstareća raketa sa scramjet pogonom koju proizvodi Rusija.

## Povijest
U travnju 2017. objavljeno je da je Cirkon dosegao brzinu od Mach 8 (9800 km/h; 2700 m/s) tijekom probnog leta. Cirkon je ponovno probno ispaljen 3. lipnja 2017., gotovo godinu dana prije prvotne najave ruskih dužnosnika. U studenom 2017. general-pukovnik Viktor Bondarev izjavio je da je projektil već u službi. Još jedan test leta navodno se dogodio 10. prosinca 2018., tijekom kojeg je projektil pokazao da može postići brzinu od 8 Macha.
Ruski predsjednik Vladimir Putin je 20. veljače 2019. ustvrdio da projektil može ubrzati do 9 Macha i uništiti morske i kopnene ciljeve unutar 1000 km. Dana 24. prosinca 2019. Putin je izjavio da je kopnena verzija u razvoju.
Rusko Ministarstvo obrane objavilo je 26. studenog 2020. uspješan test rakete lansirane s Admirala Gorškova u Bijelom moru, pogodivši pomorsku metu 450 km u Barentsovom moru.

## Dizajn
Vjeruje se da je Cirkon manevarska hipersonična krstareća raketa s krilima i središnjim tijelom koje stvara uzgon. Pogonski stupanj s motorima na kruto gorivo ubrzava ga do nadzvučnih brzina, nakon čega ga scramjet motor s tekućim gorivom (mlazno gorivo JP-10) u drugom stupnju ubrzava do hipersoničnih brzina.
Procjenjuje se da je domet projektila  250 do 500 km na niskoj visini i do 740 km u polubalističkoj putanji; prosječni domet je oko 400 – 450 km. Prema ruskim medijima iz 2017. godine najveći mogući domet je 1000 km i za tu je svrhu stvoreno novo gorivo. Neki internetski izvori čak tvrde da domet projektila može doseći 1000 do 2000 km, ovisno o vrsti cilja.
Velika brzina Cirkona vjerojatno mu daje bolje karakteristike probijanja mete od lakših podzvučnih krstarećih projektila, poput Tomahawka. Budući da je dvostruko teži i gotovo jedanaest puta brži od Tomahawka, Cirkon ima više od 242 puta veću kinetičku energiju od projektila Tomahawk (≈9 gigajoula ili jednako 2150 kg TNT eksplozivne energije). Njegova brzina od 9 Macha znači da ga ne mogu presresti postojeći sustavi proturaketne obrane, a njegova preciznost čini ga smrtonosnim za velike mete kao što su nosači zrakoplova.
Cirkon može putovati brzinom od 9 Macha (6,900 mph; 11,000 km/h; 3,1 km/s). To je dovelo do zabrinutosti da bi mogao probiti postojeće mornaričke obrambene sustave. Budući da leti hipersoničnim brzinama unutar atmosfere, tlak zraka ispred njega tvori oblak plazme dok se kreće, apsorbirajući radio valove i čineći ga praktički nevidljivim za aktivne radarske sustave (plasma stealth). Međutim, ovo također zasljepljuje bilo koji radar ili IC tragač na projektilu. Uz plazma stealth, hipersoničnu brzinu i tehniku pregledavanja mora, presretanje je izuzetno teško, ako je uopće izvedivo na trenutnoj razini tehnologije.

## Operateri
- Ruska mornarica